# Флаг Тюрингии
Флаг германской земли Тюрингия представляет собой прямоугольное полотнище, состоящее из двух горизонтальных полос: белой и красной. Пропорции флага могут быть как 1:2, так и 3:5.

## Варианты флага
Флаг существует в двух вариантах: гражданском и государственном. Гражданский представляет собой стандартное бело-красное полотнище, внешне он неотличим от флага Польши. На государственном флаге изображается герб Тюрингии, и такой флаг вывешивается на всех государственных учреждениях.

## История флага
История Тюрингии отсчитывается с 1920 года после объединения семи княжеств: Саксен-Веймар-Эйзенах, Саксен-Гота (без учёта Кобурга, вошедшего в Баварии), Саксен-Альтенбург, Саксен-Мейнинген, Народная Республика Рейсс, Шварцбург-Рудольштадт и Шварцбург-Зондерсхаузен. В том же году был принят и флаг земли: бело-красное знамя с гербом Тюрингии в центре: семь шестиконечных звёзд в червлёном поле, которые представляли семь объединившихся княжеств.
В 1945 году во время переустройства послевоенной Германии прусские земли вошли в состав Тюрингии, и её герб на флаге изменился: золотой лев в окружении восьми шестиконечных звёзд (Пруссию символизировала восьмая звезда). В 1952 году правительство ГДР упразднило флаг Тюрингии, он был восстановлен лишь в 1990 году. На бело-красном полотнище появился новый герб: полосатый лев (красные и белые полосы) в лазурном поле в окружении восьми белых шестиконечных звёзд.